# Кешава
Ке́шава (санскр. केशव, IAST: Keśava) — одно из имён Кришны и Вишну в индуизме. Кешава числится как 23-е и 648-е имя в «Вишну-сахасранаме». Согласно комментарию Шанкары к «Вишну-сахасранаме», у имени Кешава существует три значения:
- Тот, у кого красивые кудри «кеша»
- Господь творения, поддержания и разрушения.
- Тот, кто убил асуру или демона Кеши в своей аватаре как Кришна.

Также даются другие значения:
- Тот, кто обладает солнечными лучами.
- Тот, кто обладает божественной силой Вишну, Брахмы и Шивы.
- Ребёнок, одарённый удивительными способностями.

В «Падма-пуране» говорится, что имя Кешава означает «Юноша с красивыми, длинными волосами», а в «Бхагавад-гите», по мнению Б. С. Прабхупады, как «Убийца демона Кеши»
В «Бхагавад-гите» Арджуна несколько раз использует это имя по отношению к Кришне, в частности в 1.31:
Неблагоприятные знамения вижу я, о Кешава, и не предвижу блага от убиения близких своих в бою.
В Пуранах описывается, что демон Кеши, в форме лошади, был послан Камсой для того чтобы убить Кришну, но Кришна пересилил и убил его («Вишну-пурана» 5.15-16).